# Areia ferrífera

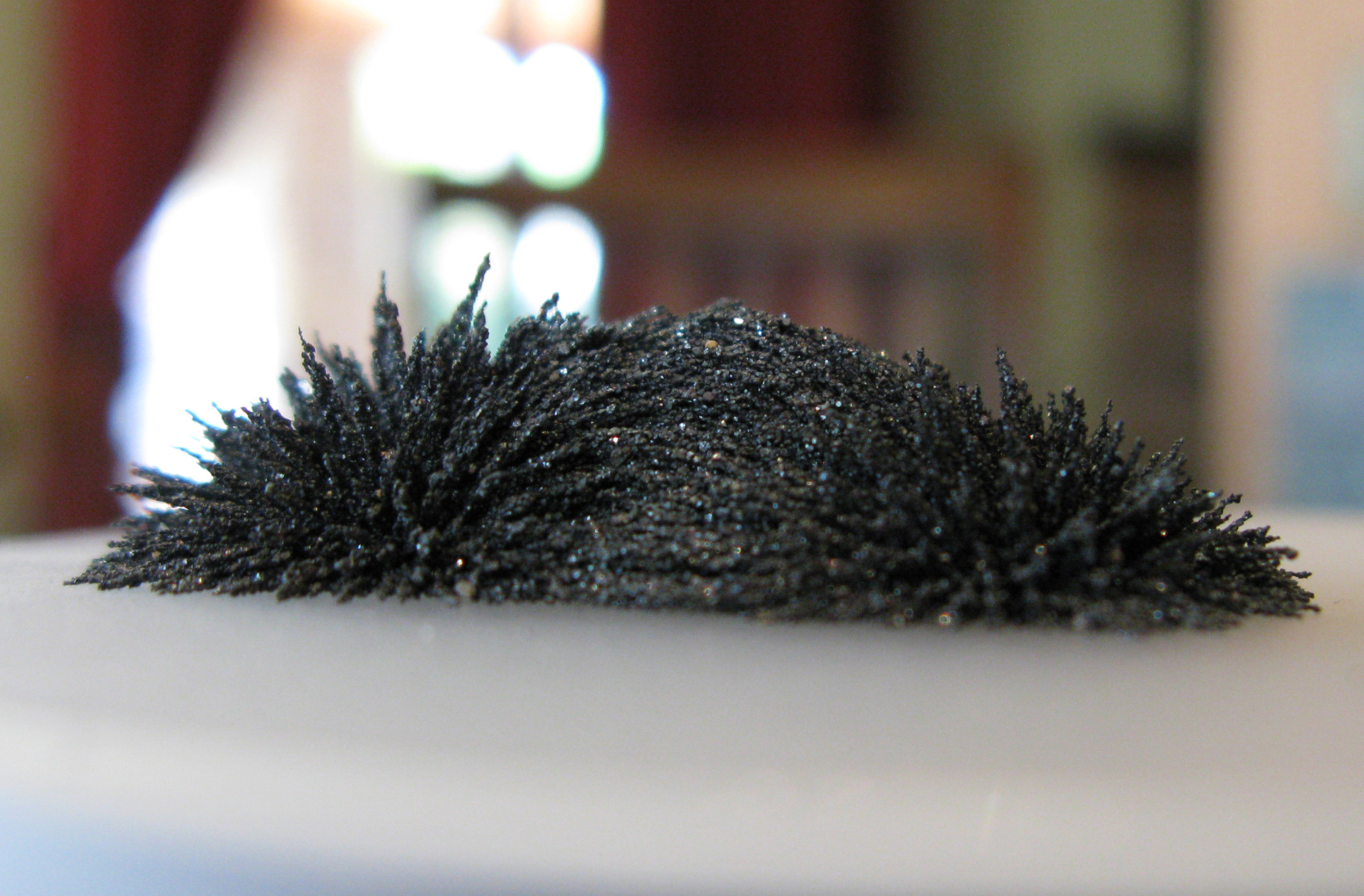
Areia ferrífera de Phoenix, Arizona, atraída por um íman

A areia ferrífera, também denominada areia de ferro  ou areia de magnetita, é um tipo de areia com altas concentrações de ferro. A sua cor é tipicamente cinza-escura ou enegrecida.
É composta principalmente de magnetita, Fe3O4, e também contém pequenas quantidades de titânio, sílica, manganês, cálcio e vanádio.
A areia ferrífera tem tendência a aquecer sob a luz solar direta, causando temperaturas altas o suficiente para causar pequenas queimaduras. Como tal, representa um perigo na Nova Zelândia, em praias populares de surf da costa oeste, como Piha.

## Ocorrência
A areia de ferro é encontrada em todo o mundo. Embora a composição mineral de ferro da areia de ferro seja principalmente magnetita, a areia geralmente é misturada com outros tipos de areia que são arrastados rio abaixo ou para a costa de depósitos montanhosos ou subaquáticos.  A composição exata da mistura de areia pode variar drasticamente, mesmo na mesma região geográfica. Em algumas áreas, a areia pode conter principalmente quartzo, enquanto em outras a areia pode ser feita principalmente de rocha vulcânica, como basalto, dependendo dos tipos de minerais ao longo do caminho da água. A areia de ferro é normalmente coletada ao longo do caminho de leitos, veios ou inclusões de magnetita, que podem se originar a uma grande distância dos depósitos de areia e lavadas rio abaixo ou ao longo das correntes com o restante da areia.  Sendo mais pesada do que as outras areias, ela geralmente é depositada em áreas onde a água sofre uma mudança repentina de direção ou velocidade, como o alargamento de um rio ou onde as ondas sobem e descem contra a costa.
A areia de ferro é misturada com as outras areias como pequenos grãos de magnetita preta ou azul-escura. A areia usada para mineração normalmente tinha de 19% de magnetita até a apenas 2%. A areia de ferro normalmente tinha que ser separada da mistura de areia. Como a magnetita é geralmente mais pesada do que o quartzo, o feldspato ou outros minerais, a separação geralmente era feita lavando-a em caixas de  peneira (um método semelhante à extração de ouro, mas numa escala maior). A separação por peneira normalmente produzia concentrações de magnetita variando de 30 a 50%, dependendo do tipo de areia e do método usado. No início do século XX, foi desenvolvido um processo de separação magnética que podia produzir concentrações de até 70%. Uma vez concentrados, os grãos de magnetita podiam ser fundidos em várias formas de ferro. No entanto, a natureza solta e granular do minério era difícil de manter contida em forjas catalãs comuns ou altos-fornos, tendo uma tendência ao fluxo granular (imitando um líquido em escalas maiores) e era facilmente soprado pelos jatos de fole, sendo impossível processá-lo usando métodos comuns de produção de ferro ou aço. Assim, métodos inovadores de fundição do minério foram desenvolvidos. Os grãos de magnetita, no entanto, frequentemente contêm outras impurezas metálicas, como cromo, arsénio ou titânio.  Devido à natureza da areia, as operações de mineração raramente eram estacionárias, mas frequentemente mudavam de um lugar para outro.

### Ásia
Historicamente, a areia de ferro foi usada predominantemente em culturas do Leste Asiático, principalmente na China e no Japão.

#### China
A areia de ferro teve usos moderados e localizados na China durante o final da Revolução Industrial, mas foi uma mercadoria sem importância ao longo da longa história da indústria siderúrgica chinesa. Ao contrário do resto da Eurásia e de África, há muito pouca evidência arqueológica que sugira que a fundição de forja catalã foi usada na China antiga. O interior da China era rico em depósitos que continham carvão, um combustível que queima em alta temperatura, e um minério de ferro contendo alto teor de fósforo. Por volta de 1200 a.C., os chineses desenvolveram um método de fundição do minério rochoso em ferro-gusa, que era então refundido e despejado em moldes (fundido) para formar ferro fundido. Embora o metal fosse muito quebradiço, este método era capaz de produzir ferro em volumes muito maiores do que a fundição de forja catalã e com rendimentos muito maiores de metal por minério. No século I a.C., a indústria siderúrgica chinesa era de longe a maior e mais avançada do mundo. No século I d.C., eles desenvolveram a pudelagem para a produção de aço macio, aço de cadinho para o fabrico de espadas e armas e um processo químico de descarbonetação rápida de ferro-gusa líquido para fazer ferro forjado, usando as propriedades de oxidação do salitre (chamado de processo Heaton, foi descoberto independentemente por John Heaton na década de 1860).  A China permaneceu como o maior produtor mundial de ferro até o século XI, fabricando grandes quantidades de aço e ferro relativamente acessíveis.
Donald B Wagner, um especialista em metalurgia chinesa antiga, observa que as tentativas de traçar a história da areia de ferro na China terminam com resultados inconclusivos. Uma fonte pode indicar o seu uso já na Dinastia Tang (~700-900 d.C.), enquanto outras parecem contradizer essa interpretação.  Devido a guerras, invasões, fomes, desconfiança no governo, superpopulação, uma crescente epidemia de ópio e confrontos entre vários tongs de mineiros, existe muito pouca informação sobre a indústria entre o século XI e o século XIX, quando um mineiro europeu chamado Felix Tegengren chegou e encontrou a indústria chinesa em ruínas. Tegengren observa que a areia de ferro era extraída em Henan e Fujian por agricultores locais e fundida em fogueiras de carvão para fazer ferramentas, mas envolvia muito trabalho, o que tornava-a muito cara. Ela só era fundida onde havia madeira suficiente para as fogueiras e aço mais barato não estava prontamente disponível. Portanto, o material era considerado economicamente sem importância na China.   No entanto, como a mineração era um trabalho seguro e ao ar livre, era praticada pelos agricultores locais para complementar o seu rendimentoonde quer que estivesse disponível; no século XIX 450 quilos de areia peneirada, era normalmente vendida pelo equivalente a 50 a 60 dólares americanos (à taxa de câmbio de 2016, ~ 900 a 1000 dólares ou 700 a 800 euros).
No entanto, na era moderna, a areia de ferro é extraída de pláceres ao longo da costa sudeste da China e usada para fundir aço.   A composição típica desta areia de ferro é 48,88% de ferro metálico, 25,84% de sílica, 0,232% de fósforo e 0,052% de enxofre.

#### Indonésia
Na Indonésia, a areia de ferro é predominante na costa sul da ilha de Java.[carece de fontes?]

#### Japão
A mineração em larga escala não foi praticada no Japão até os séculos VII ou VIII. Antes disso, os metais eram comumente importados para o Japão da China e da Coreia.  Acredita-se que os depósitos de minério de ferro eram escassos no Japão, então, por volta do século VIII, a tecnologia de fabrico de ferro desenvolveu-se com o uso de areia de ferro (satetsu) como ingrediente bruto. Devido à natureza solta da areia, é difícil fundi-la numa forja catalã normal ou usá-la num alto-forno para fazer ferro-gusa, então os japoneses desenvolveram uma forja catalã de topo aberto chamada tatara. A tatara foi construída com um formato baixo, semelhante a uma cuba, semelhante a um alto-forno horizontal, no qual a areia de ferro podia ser despejada e contida, e fundida em etapas. Ao contrário de outros métodos, o carvão era empilhado em cima da areia e fundido de cima, evitando que fosse soprado pelas explosões do fole. Em vez de tijolo ou pedra, a tatara era feita de argila, de modo que pudesse ser simplesmente quebrada para extrair o  metal de bloom. Este método permitia a fundição de volumes muito maiores de minério do que outros tipos de fundição de forja catalã.[carece de fontes?]
A areia de ferro no Japão vem em duas formas. A areia de ferro Masa é encontrada misturada com areia de quartzo que desce das montanhas de granito. A magnetita na areia contém poucas impurezas ou outros óxidos metálicos. A areia de ferro Masa era usada para o fabrico de ferro forjado e aço, usado em tudo, desde ferramentas a utensílios de cozinha. A areia de ferro era amplamente usada no Japão para a produção de ferro, especialmente para espadas tradicionais japonesas.
A areia de ferro akome é encontrada misturada com areia feita de uma rocha ígnea chamada diorito. A magnetita na areia contém frequentemente mais de 5% de dióxido de titânio, o que reduz a temperatura de fundição. A areia de ferro akome é usada no tatara para fazer ferro-gusa, que é então usado para fazer itens de ferro fundido (nabegane). No fabrico de aço, o akome era adicionado ao tatara durante o estágio inicial da fundição, atuando como um aglutinante e catalisador para a produção de aço, sobre o qual a areia de ferro masa era derramada durante os estágios seguintes.  Quando fundido para ferro-gusa, 450 quilos ou 120 kanme) normalmente rendiam cerca de 91 quilos  de ferro-gusa, 9.1 quilos de aço e 32 quilos de escória. Quando fundido para aço, 450 quilos de areia rendia cerca de 45 quilos de aço, 45 quilos de escória e 41 quilos de ferro-gusa. A escória e o ferro-gusa que não eram adequados para uso eram então fundidos para formar ferro forjado, dos quais 450 quilos misturado produzia cerca de 230 quilos de ferro.

### Europa
A areia de ferro é encontrada em muitos lugares da Europa, embora raramente fosse usada para fundição. É frequentemente encontrada em associação com areias vulcânicas ou basálticas. Por exemplo, é encontrada em Tenerife, Espanha, onde os grãos de magnetita contêm uma quantidade muito alta de titânio e outras impurezas. A composição típica é de 79,2% de óxido de ferro, 14,6% de dióxido de titânio, 1,6% de óxido de manganês, 0,8% de sílica e óxido de alumínio e traços de cromo. Também pode ser encontrada no rio Dee, em Aberdeenshire, Escócia, contendo 85,3% de óxido de ferro, 9,5% de dióxido de titânio, 1,0% de arsénio e 1,5% de sílica e óxido de alumínio.

### Nova Zelândia

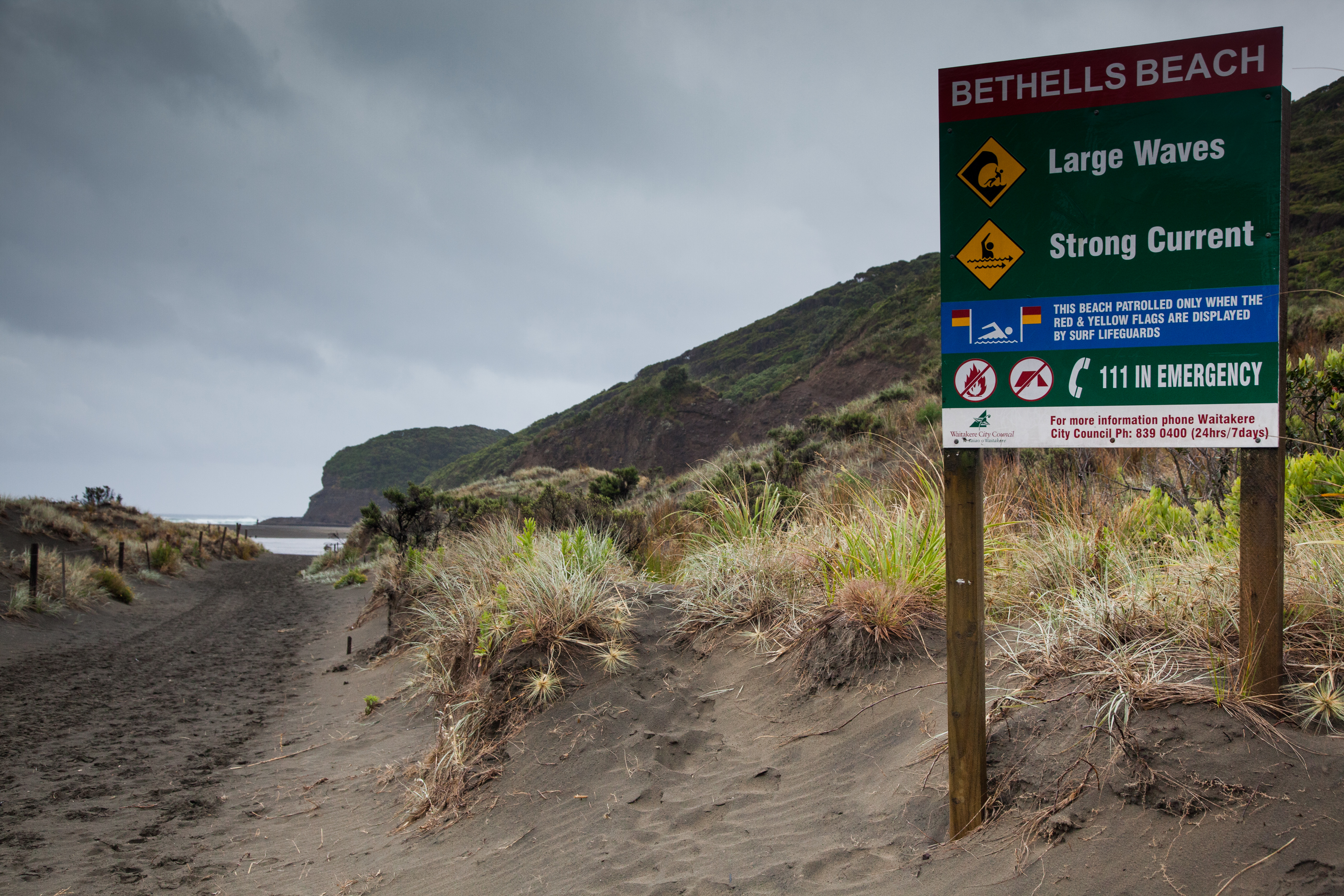
Te Henga / Bethells Beach é uma praia de areia de ferro localizada perto de Auckland, Nova Zelândia

A areia de ferro ocorre extensivamente na costa oeste da Ilha Norte da Nova Zelândia. A areia compõe uma grande parte das praias de areia negra na Ilha Norte, bem como o fundo do mar ao redor. A magnetita na areia contém quantidades bastante grandes de titânio e às vezes é chamada de titanomagnetita. Foi produzida a partir de erupções vulcânicas que ocorreram na época do Pleistoceno e é formada devido à erosão oceânica da rocha vulcânica que é levada para a costa pelas ondas para formar as dunas das praias pretas. A magnetita é misturada com areia feita de andesito e riolito.  A mistura de areia normalmente contém de 5 a 40% de magnetita.
A Nova Zelândia tinha depósitos limitados de minério de ferro, mas os depósitos de areia de ferro eram enormes. Ela havia sido usada por alguns dos primeiros colonos para fabricar aço e ferro-gusa, mas o material não podia ser fundido em forjas catalãs comuns ou altos-fornos.  Algumas empresas de fundição foram formadas no final do século XIX e início do século XX, mas não conseguiram processar o minério com sucesso económico devido à natureza arenosa e ao alto teor de titânio, que tendiam a formar carbonetos duros e quebradiços no aço. Em 1939, uma comissão foi formada para estudar as propriedades do minério e conceber uma maneira de fundi-lo em escala industrial. A comissão determinou que, ao sinterizar a areia em pedaços maiores ou pelotas, os problemas de fundir a areia num alto-forno poderiam ser eliminados.  No entanto, nessa altura começou a Segunda Guerra Mundial e, portanto, o desenvolvimento posterior foi suspenso e não foi retomado até ao final da década de 1960, produzindo a primeira produção de aço em 1969.
A areia de ferro é extraída de pláceres em Waikato North Head. 1,2 milhão de toneladas são usadas pela New Zealand Steel para criar aço, num processo de fabrico exclusivo. A mineração em Taharoa produz até 4 milhões de toneladas para exportação. Uma mina anterior existia em Waipipi, no sul de Taranaki. Uma proposta da Iron Ore NZ Ltd. para mais mineração de areia de ferro na costa de Taranaki enfrentou resistência de alguns maoris e outros em 2005, no contexto da controvérsia sobre o litoral e o fundo do mar da Nova Zelândia. Uma grande quantidade é enviada para a China e o Japão, mas em 2011 a única fábrica da Nova Zelândia produzia 650.000 toneladas métricas de aço e ferro por ano.  A Nova Zelândia é o único país a usar areia de ferro para fundição industrial. A composição típica da magnetita é 82% de óxido de ferro, 8% de dióxido de titânio e 8% de sílica ; 0,015% de enxofre e 0,015% de fósforo. Em concentrações de 100% de magnetita, isto tinha um potencial máximo para produzir ~ 58% de ferro metálico, embora o titânio seja irrecuperável por técnicas modernas.

### Estados Unidos
A areia de ferro é encontrada extensivamente nos Estados Unidos, especialmente na área de Nova Iorque, sul da Califórnia, Nova Inglaterra e Grandes Lagos, onde costuma ser misturada com areia de feldspato e, às vezes, grãos brilhantes de granada. A magnetita dessas áreas geralmente contém grandes quantidades de cromo e titânio.  No século XIX, a areia de ferro era às vezes usada como areia de mata-borrão para trabalhos de betão e alvenaria, ou mais raramente como matéria-prima para a produção de aço; um ferreiro em Connecticut usava-a para fazer billettes.